# ミス・ユニバース1953
ミス・ユニバース1953（Miss Universe 1953、第2回ミス・ユニバース世界大会）は1953年7月17日にアメリカ合衆国カリフォルニア州ロングビーチ市立公会堂で開催された。26か国の参加者が競ったが、同時に同年のミスUSA大会も行われた。ミス・ユニバース大会では21歳のフランス代表、クリスティアン・マルテルが優勝し、第2代ミス・ユニバースとなった。前年の優勝者アルミ・クーセラは任期が終わる前に辞めていたので、マルテルは女優のジュリー・アダムスから栄冠を譲り受けた。日本の伊東絹子は第3位に入賞した。

## 最終結果

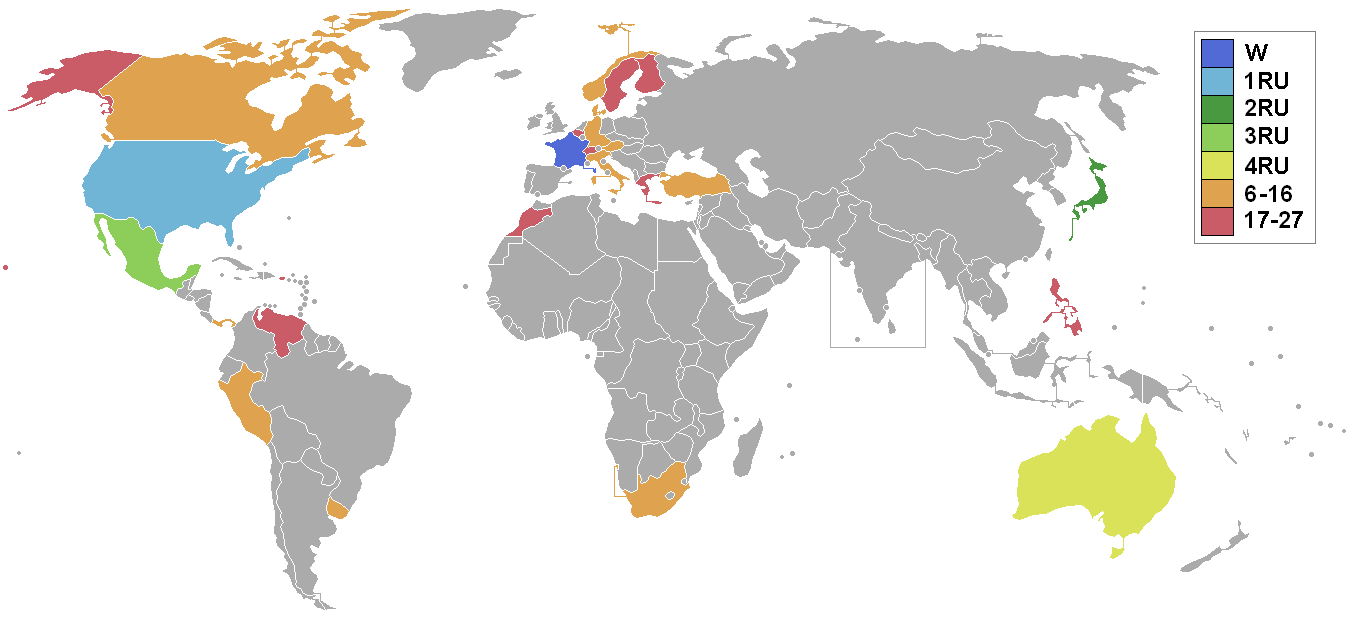
ミス・ユニバース1953の参加国と最終結果

### 入賞者
| 最終結果             | 参加者 |
| -------------------- | --- |

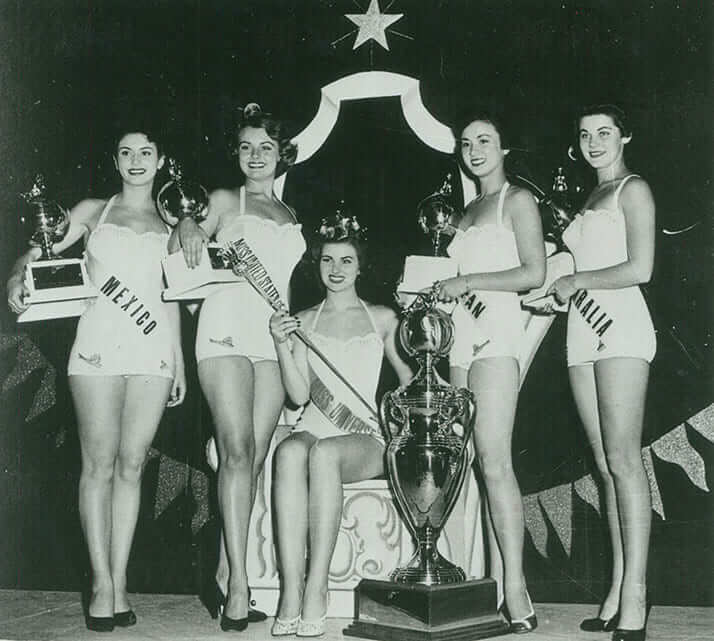
左から: アナ・ベルサ・レペ、マーナ・ハンセン、クリスティアン・マルテル、伊東絹子、マキシン・モーガン。

| ミス・ユニバース1953 | - フランス - クリスティアン・マルテル (Christiane Martel) |
| 第2位                | - アメリカ - マーナ・ハンセン (Myrna Hansen) |
| 第3位                | - 日本 - 伊東絹子 (Kinuko Ito) |
| 第4位                | - メキシコ - アナ・ベルサ・レペ (Ana Bertha Lepe) |
| 第5位                | - オーストラリア - マクシン・モーガン (Maxine Morgan) |
| トップ16             | - オーストリア - ローレ・フェルガー - カナダ - セルマ・ブレウィス - デンマーク - ジュッテ・オルセン - ドイツ - クリステル・シャーク - イタリア - リタ・スタッツィ - ノルウェー - シノーベ・グルブランセン - パナマ - エミータ・アロセメーナ - ペルー - マリー・アン・サルミエント - 南アフリカ - イングリッド・ミルズ - トルコ - アイテン・アキョル - ウルグアイ - アリシア・イバネス |

## 参加者

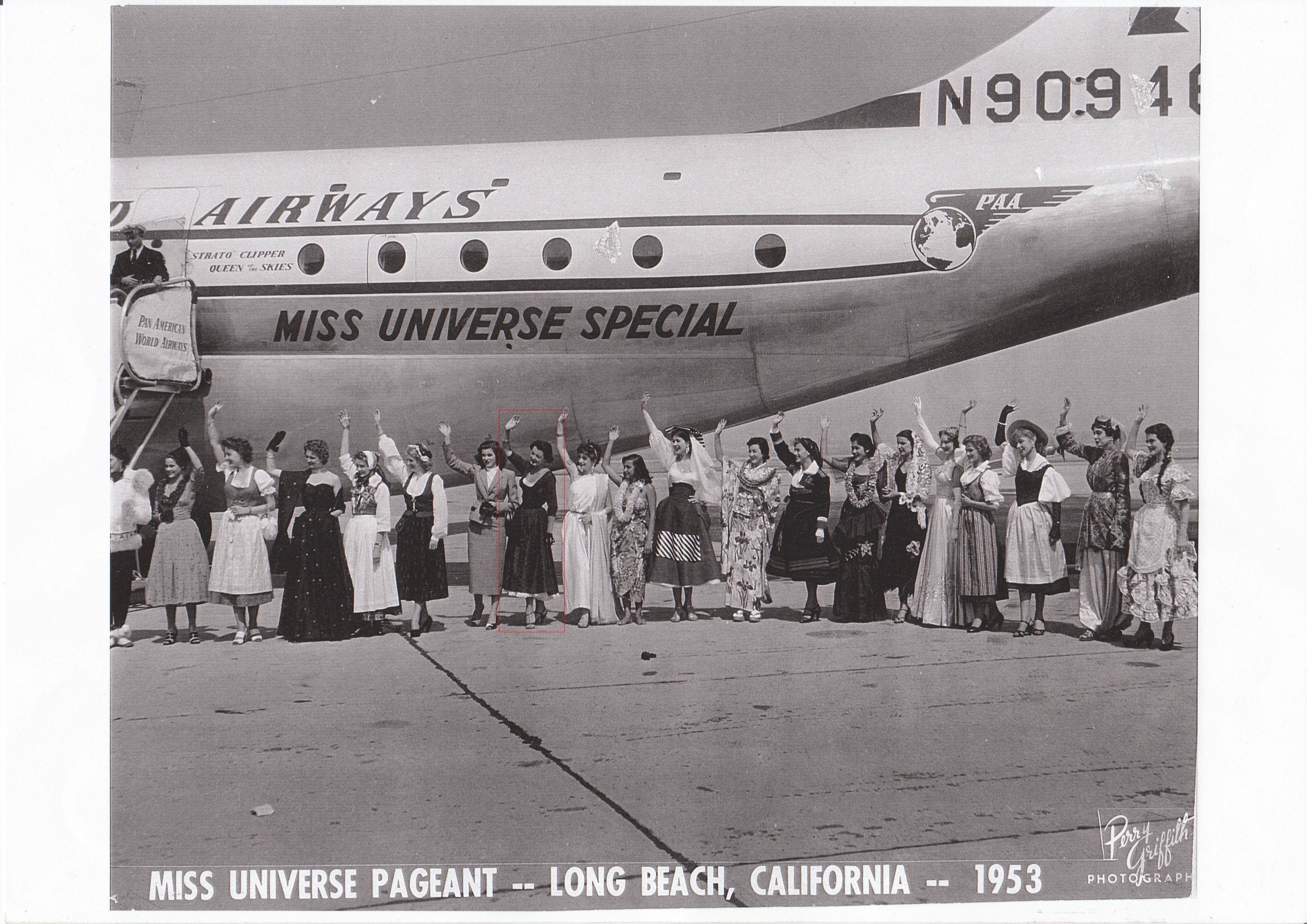
ミス・ユニバース1953の参加者たち。カリフォルニア州ロングビーチで

- アラスカ - ムリエル・ハグバーグ
- オーストラリア - マクシン・モーガン
- オーストリア - ローレ・フェルガー
- ベルギー - エレイン・コルトワ
- カナダ - セルマ・エリザベス・ブレウィス
- デンマーク - ジュッテ・オルセン
- フィンランド - テイヤ・アンネリ・ソパネン
- フランス - クリスティアン・マルテル
- ドイツ - クリステル・シャーク
- ギリシア - ドレタ・クシロウ
- ハワイ - アイリーン・ラウワエ・ストーン
- イタリア - リタ・スタッツィ
- 日本 - 伊東絹子
- メキシコ - アナ・ベルサ・レペ・ヒメネス
- ノルウェー - シノーベ・グルブランセン
- パナマ - エミータ・アロセメーナ
- ペルー - マリー・アン・サルミエント
- フィリピン - クリスティーナ・モンソン・パチェコ
- プエルトリコ - ワンダ・イリザリー
- 南アフリカ - イングリッド・リタ・ミルズ
- スウェーデン - ウラ・サンドクラー
- スイス - ダニエル・ウーディネ
- トルコ - アイテン・アキョル
- アメリカ - マーナ・ハンセン
- ウルグアイ - アダ・アリシア・イバネス・アメングアル
- ベネズエラ - ギセラ・ボラノス・スカルトン

## ノート

### 初参加
- オーストリア
- スイス

### 不参加
- チリ
- キューバ
- イギリス
- 香港
- インド
- イスラエル

### 辞退者
- マラヤ連邦 - ヴァイオレット・スレイ
- モロッコ - コレット・リベス

### 特別賞
- ルイジアナ州 - ミス・フレンドシップ（ジーン・ヴォーン・トンプソン）
- アメリカ - ミス・フォトジェニック（マーナ・ハンセン）